# Tlatlaya
Tlatlaya är en kommun i Mexiko.   Den ligger i delstaten Mexiko, i den södra delen av landet, 150 km sydväst om huvudstaden Mexico City.
Följande samhällen finns i Tlatlaya:
- Santa Ana Zicatecoyan
- San Mateo
- Rincón Grande
- Piedra Ancha II
- Loma Larga
- Teopazul
- Ancón de la Presa
- Cruz del Norte
- El Salitre Ojo de Agua
- Peña del Órgano
- Corral de Piedra
- Tecomatlán
- Pie del Cerro
- Cuadrilla Nueva
- San Lucas
- Colonia Benito Juárez
- Corral de Piedra Dos
- El Higo Prieto
- Barriales
- Dieciocho de Marzo
- Peña del Agua
- El Limo
- Plan de la Cuadrilla
- Cuadrilla del Cirián
- Corral Parota
- Salitrillo
- El Naranjito
- Las Juntas
- El Terroncillo
- Mazatitla
- Puerto de la Arena
- Miraveles
- La Alcantarilla
- Coahuilotes
- Vuelta del Río
- La Unión